# Dmitrij Kulikov
Dmitrij Vladimirovič Kulikov (rusky Дми́трий Влади́мирович Кулико́в ;* 29. října 1990 Lipeck) je ruský hokejový obránce momentálně hrající v týmu Florida Panthers v NHL

## Hráčská kariéra
S hokejem začínal v rodném městě v týmu HK Lipeck, ale s profesionálním hokejem začal ve třetí nejvyšší ruské lize v týmu Lokomotiv Jaroslavl-2 v sezóně 2007/08. V roce 2008 byl draftován v CHL v 1. kole (celkově 2.) týmem Drummondville Voltigeurs. V listopadu roku 2008 odešel do zámoří do týmu Drummondville Voltigeurs, kde se stal nejproduktivnějším obráncem týmu a stal se v lize QMJHL nejlepším nahrávačem na pozici obránce a nejlepší nahrávač jako nováček s 50 asistencemi a získal tři trofeje.
Byl draftován v NHL v roce 2009 v 1. kole (celkově 14.) týmem Florida Panthers. 29. září 2009 podepsal tříletou nováčkovskou smlouvu s týmem Florida Panthers, ve které si vydělá 1,4 mil. dolarů. Sezónu 2009/10 měl debut v NHL v týmu Panthers proti týmu Chicago Blackhawks, kdy v zápase odehrál 16:40. I přes jeho mladý věk odehrál celou sezónu za Floridu Panthers, kde hraje i další sezóny.

## Ocenění a úspěchy
- 2009 CHL - All-Rookie Tým
- 2009 CHL - Druhý All-Star Tým
- 2009 CHL - Top Prospects Game
- 2009 QMJHL - All-Rookie Tým
- 2009 QMJHL - První All-Star Tým
- 2009 QMJHL - RDS Cup
- 2009 QMJHL - Michael Bossy Trophy
- 2009 QMJHL - Emile Bouchard Trophy
- 2009 QMJHL - Raymond Lagacé Trophy
- 2009 QMJHL - Nejlepší nahrávač mezi obránce
- 2009 QMJHL - Nejlepší nahrávač mezi nováčcích

## Prvenství

### NHL
- Debut - 2. října 2009 (Chicago Blackhawks proti Florida Panthers)
- První asistence - 10. října 2009 (Florida Panthers proti New Jersey Devils)
- První gól - 7. listopadu 2009 (Washington Capitals proti Florida Panthers, kanadskému brankáři José Théodore)

### KHL
- Debut - 30. září 2012 (Viťaz Čechov proti Lokomotiv Jaroslavl)
- První asistence - 30. září 2012 (Viťaz Čechov proti Lokomotiv Jaroslavl)
- První gól - 8. října 2012 (Barys Astana proti Lokomotiv Jaroslavl, finskému brankáři Teemu Lassila)

## Klubové statistiky
| Sezóna       | Klub                     | Soutěž       |     | Základní část | Základní část | Základní část | Základní část | Základní část |   | Play off | Play off | Play off | Play off | Play off |
| Sezóna       | Klub                     | Soutěž       | Z   | G             | A             | B             | TM            | Z             | G | A        | B        | TM       |          |          |
| 2008/2009    | Drummondville Voltigeurs | QMJHL        | 57  | 12            | 50            | 62            | 46            | 19            | 2 | 17       | 19       | 16       |          |          |
| 2009/2010    | Florida Panthers         | NHL          | 68  | 3             | 13            | 16            | 32            | —             | — | —        | —        | —        |          |          |
| 2010/2011    | Florida Panthers         | NHL          | 72  | 6             | 20            | 26            | 45            | —             | — | —        | —        | —        |          |          |
| 2011/2012    | Florida Panthers         | NHL          | 58  | 4             | 24            | 28            | 36            | 7             | 0 | 1        | 1        | 4        |          |          |
| 2012/2013    | Lokomotiv Jaroslavl      | KHL          | 22  | 3             | 3             | 6             | 28            | —             | — | —        | —        | —        |          |          |
| 2012/2013    | Florida Panthers         | NHL          | 34  | 3             | 7             | 10            | 22            | —             | — | —        | —        | —        |          |          |
| 2013/2014    | Florida Panthers         | NHL          | 81  | 8             | 11            | 19            | 66            | —             | — | —        | —        | —        |          |          |
| 2014/2015    | Florida Panthers         | NHL          | 73  | 3             | 19            | 22            | 48            | —             | — | —        | —        | —        |          |          |
| 2015/2016    | Florida Panthers         | NHL          | 74  | 1             | 16            | 17            | 51            | 6             | 1 | 3        | 4        | 4        |          |          |
| 2016/2017    | Buffalo Sabres           | NHL          | 47  | 2             | 3             | 5             | 26            | —             | — | —        | —        | —        |          |          |
| 2017/2018    | Winnipeg Jets            | NHL          | 62  | 3             | 8             | 11            | 22            | 1             | 0 | 0        | 0        | 2        |          |          |
| 2018/2019    | Winnipeg Jets            | NHL          | 57  | 0             | 6             | 6             | 47            | 6             | 0 | 0        | 0        | 4        |          |          |
| 2019/2020    | Winnipeg Jets            | NHL          | 51  | 2             | 8             | 10            | 32            | 4             | 0 | 2        | 2        | 4        |          |          |
| 2019/2020    | New Jersey Devils        | NHL          | 38  | 0             | 2             | 2             | 26            | —             | — | —        | —        | —        |          |          |
| 2020/2021    | Edmonton Oilers          | NHL          | 10  | 0             | 2             | 2             | 2             | 3             | 0 | 0        | 0        | 0        |          |          |
| 2021/2022    | Minnesota Wild           | NHL          | 80  | 7             | 17            | 24            | 39            | 2             | 0 | 1        | 1        | 2        |          |          |
| 2022/2023    | Anaheim Ducks            | NHL          | 61  | 3             | 12            | 15            | 30            | —             | — | —        | —        | —        |          |          |
| 2022/2023    | Pittsburgh Penguins      | NHL          | 6   | 0             | 1             | 1             | 4             | —             | — | —        | —        | —        |          |          |
| 2023/2024    | Florida Panthers         | NHL          | 76  | 1             | 19            | 20            | 63            | 24            | 0 | 2        | 2        | 16       |          |          |
| Celkem v NHL | Celkem v NHL             | Celkem v NHL | 948 | 46            | 188           | 234           | 591           | 53            | 1 | 9        | 10       | 36       |          |          |
| Celkem v KHL | Celkem v KHL             | Celkem v KHL | 22  | 3             | 3             | 6             | 28            | 0             | 0 | 0        | 0        | 0        |          |          |

## Reprezentace
| Rok                       | Tým                       | Soutěž                    | Z  | G | A | B | TM |
| ------------------------- | ------------------------- | ------------------------- | -- | - | - | - | -- |
| 2007                      | Rusko 18                  | MS-18                     | 7  | 0 | 4 | 4 | 6  |
| 2008                      | Rusko 18                  | MS-18                     | 6  | 0 | 2 | 2 | 6  |
| 2009                      | Rusko 20                  | MSJ                       | 7  | 0 | 4 | 4 | 4  |
| 2010                      | Rusko                     | MS                        | 9  | 0 | 2 | 2 | 8  |
| 2011                      | Rusko                     | MS                        | 9  | 2 | 1 | 3 | 4  |
| 2015                      | Rusko                     | MS                        | 10 | 0 | 2 | 2 | 8  |
| 2016                      | Rusko                     | SP                        | 4  | 0 | 0 | 0 | 0  |
| Juniorská kariéra celkově | Juniorská kariéra celkově | Juniorská kariéra celkově | 32 | 2 | 5 | 7 | 20 |
| Seniorská kariéra celkově | Seniorská kariéra celkově | Seniorská kariéra celkově | 13 | 0 | 6 | 6 | 12 |